# Atethmia
Atethmia is een geslacht van nachtvlinders uit de familie Noctuidae.

## Soorten
- Atethmia algirica (Culot, 1917)
- Atethmia ambusta (Denis & Schiffermüller, 1775)
- Atethmia centrago (essengouduil) (Haworth, 1809)
- Atethmia obscura Osthelder, 1933
- Atethmia pinkeri (Boursin, 1970)
- Atethmia sinuata L.Ronkay & Gyulai, 2006